# Dodangoda Division
Dodangoda Division är en division i Sri Lanka.   Den ligger i distriktet Kalutara District och provinsen Västprovinsen, i den sydvästra delen av landet, 50 km sydost om huvudstaden Colombo. Antalet invånare är 63 705.